# كأس أوروبا الوسطى 1937
كأس أوروبا الوسطى 1937 هو الموسم 11 من  كأس أوروبا الوسطى. أقيم خلال الفترة 13 يونيو 1937 وحتى 24 أكتوبر 1937، وكان عدد الأندية المشاركة فيه  16، وفاز فيه نادي فيرينتسفاروشي.